# Gahwa
Gahwa är en saudiarabisk kaffetradition som härstammar från beduiner. Man följer en speciell ritual där man använder fyra kaffekannor, som kallas för della. Seden är särskilt vanlig i Levanten.